# Candlebox
Candlebox est un groupe de rock américain originaire de Seattle.
Depuis sa formation en 1990, le groupe a édité huit albums studio.

## Discographie

### Albums studio
- 1993 - Candlebox
- 1995 - Lucy
- 1998 - Happy Pills
- 2008 - Into the Sun
- 2012 - Love Stories & Other Musings
- 2016 - Disappearing in Airports
- 2021 - Wolves
- 2023 - The Long Goodbye

### Compilations & Live
- 2006 - The Best of Candlebox
- 2008 - Alive in Seattle (Concert enregistré au Showbox Theatre, le 29 septembre 2006)
- 2017 - Disappearing Live (Concert enregistré à Long Island durant leur tournée "Disappearing in Airports Tour")
- 2023 - Live at The Neptune (Concert acoustique enregistré au Neptune Theatre à Seattle, le 5 novembre 2021)